# Кавеолы
Кавео́лы (от лат. caveola — «малая пещера») — небольшие (размером 50—100 нм) колбообразные впячивания плазматической мембраны в клетках позвоночных многих типов, в особенности эндотелиальных клетках (где они и были впервые обнаружены), адипоцитах и альвеолоцитах I типа (кавеолы могут составлять 30—70 % мембран этих клеток). В состав кавеол входит ключевой белок — кавеолин, а также такие липиды, как холестерин и сфинголипиды. Кавеолы участвуют в передаче клеточных сигналов, эндоцитозе, онкогенезе, заражении клетки рядом патогенных бактерий и вирусов.

## Строение
Образование и поддержание структуры кавеол обеспечивается в основном белком кавеолином массой 21 кДа. У млекопитающих существуют три гена, кодирующих кавеолины: Cav1, Cav2 и Cav3. Эти белки имеют общую топологию: они представляют собой интегральные мембранные белки с двумя глобулярными доменами, соединёнными шпилькообразным гидрофобным доменом, который связывает белок с цитоплазматической стороной плазматической мембраны. Дополнительно белок заякоривают в мембране три пальмитоильные группы, связанные с С-концевым глобулярным доменом. Кавеолин связывается с холестерином в мембране, вызывая образование впячивания мембранного липидного бислоя — кавеолы. Кавеолы — это необычные липидные рафты: они содержат оба липидных слоя мембраны, и цитоплазматический, с которым связывается кавеолин, и обращённый наружу, который является типичным сфинголипид-холестероловым рафтом со связанными посредством GPI-якоря белками.

## Функции
Кавеолы участвуют во множестве клеточных процессов, среди которых мембранный транспорт и формирование клеточного ответа на внешний сигнал. Одной из важнейших функций кавеол является их участие в эндоцитозе. В отличие от клатриновых, COPI- и COPII-везикул, инвагинация кавеол и захват груза обусловлены липидным составом мембраны, а не сборкой цитоплазматической белковой оболочки. Может быть, кавеолины принимают участие в стабилизации рафтов с определёнными мембранными белками. Отшнуровывание кавеол от плазматической мембраны опосредовано GTPазой динамином II; после этого кавеолы доставляют своё содержимое либо в кавеосому — особый компартмент, похожий на эндосому, либо в ходе трансцитоза переносят его на противоположный конец полярной клетки. Кавеосома может далее слиться с другой кавеосомой или с первичной эндосомой. С помощью такого эндоцитоза происходит, например, трансцитоз альбумина эндотелиальными клетками и интернализация инсулиновых рецепторов у адипоцитов. Стоит отметить, что, так как кавеолины — это интегральные белки мембраны, они не диссоциируют от везикул после эндоцитоза, а вместо этого доставляются в компартменты-мишени, где существуют как мембранные белки. Кроме того, в кавеосомах сохраняется нейтральный рН и отсутствуют маркеры, характерные для ранних эндосом.
Рецепторы инсулина и других факторов роста, а также некоторых GTP-связывающих белков и протеинкиназ, связаны с трансмембранной передачей сигнала, которая, по-видимому, локализуется в рафтах и, возможно, кавеолах. Показано, что кавеолины могут связывать некоторые сигнальные молекулы и таким образом регулировать передачу сигнала. Кавеолы также вовлечены в регуляцию мембранных каналов и кальциевые сигнальные пути.
Кавеолы могут быть использованы некоторыми патогенами для проникновения в клетку, и таким образом они избегают деградации в лизосомах. Впрочем, некоторые бактерии используют не просто единичные кавеолы, а богатые кавеолами участки мембран. К патогенам, использующим такой путь, относятся вирус SV40, полиомавирус, а также некоторых бактерии, в числе которых — некоторые штаммы Escherichia coli, Pseudomonas aeruginosa и Porphyromonas gingivalis.
Кавеолы могут быть вовлечены в регуляцию липидного обмена. В адипоцитах наблюдается высокий уровень экспрессии кавеолина Cav1. Кавеолин связывается с холестерином, жирными кислотами и жировыми каплями, тем самым принимая участие в управлении липидным обменом.
Наконец, кавеолы могут функционировать как механосенсоры в клетках некоторых типов. В частности, в клетках эндотелия они задействованы в ощущении скорости тока крови по сосудам. В гладкой мускулатуре кавеолин Cav1 участвует в формировании чувства растяжения мышц.

## Ингибиторы
Известны некоторые ингибиторы работы кавеол, среди которых филипин III, генистеин и нистатин.